# SQLPL
A SQL PL é uma linguagem estrutural estendida da SQL que tem por objetivo auxiliar as tarefas de programação no Banco de Dados DB2 da IBM. Ela incorpora à SQL características procedurais, como os benefícios e facilidades de controle de fluxo de programas que as melhores linguagens possuem. Por exemplo loops estruturados (for, while) e controle de decisão (if then else).
SQL PL é uma PL/SQL significa "Procedural Language extensions to SQL", que pode ser usado em bancos de dados. O PL/SQL é a linguagem SQL com  construções de programação similares a outras liguagens, principalmente com a linguagem Pascal (linguagem de programação).

## Vantagens
Geralmente o uso de SQL Procedural traz as seguintes vantagens:
- Suporte a módulos de linguagem;
- Cursores;
- Estrutura de Seleção;
- Estrutura de Loop;
- Combinação com SQL declarativo;
- Combinação com transações;
- Tratamento de exceções;
- Suporte a escopo de variáveis;
- Suporte aos tipos primitivos, complexos e domínios ( definidos pelo usuário).

## Compatibilidade
Em Jul/2009 a IBM lançou a versão DB2 9.7 que oferece compatibilidade entre o SQL PL com a linguagem PL/SQL do banco de dados Oracle.